# Ceratinoptera castanea
Ceratinoptera castanea är en kackerlacksart som beskrevs av Brunner von Wattenwyl 1865. Ceratinoptera castanea ingår i släktet Ceratinoptera och familjen småkackerlackor. Inga underarter finns listade i Catalogue of Life.